# Ni hao, Li Huanying
Ni hao, Li Huanying (你好，李焕英S, Nǐ hǎo, Lǐ HuànyīngP), noto anche con il titolo internazionale Hi, Mom, è un film del 2021 scritto e diretto da Jia Ling.
Distribuito dal 12 febbraio 2021, il lungometraggio ha incassato 842 milioni di dollari al botteghino, diventando il film con il secondo maggior incasso del 2021, il secondo film non inglese di tutti i tempi e il secondo film con il maggior incasso diretto da una regista donna, dietro Barbie di Greta Gerwig.

## Trama
La giovane Jia Xiaoling si ritrova trasportata venti anni indietro nel tempo, nel 1981: decide così di diventare la migliore amica di sua madre, Li Huanying. Xiaoling si attiva così affinché sua madre possa essere realmente felice.

## Distribuzione
In Cina la pellicola è stata distribuita dalla Culture Media a partire dal 12 febbraio 2021, in occasione del Capodanno cinese.